# Jürgen Schrödl
Jürgen Schrödl ist ein Brigadegeneral der Luftwaffe der Bundeswehr und seit April 2024 Unterabteilungsleiter Militärstrategie, Einsatz und Operationen III im Bundesministerium der Verteidigung in Berlin.

## Leben
Schrödl studierte von 1989 bis 1992 Staats- und Sozialwissenschaften an der Universität der Bundeswehr München in Neubiberg bei München. Das Studium schloss er als Diplom-Staatswissenschaftler ab. Von 2004 bis 2005 absolvierte er einen Master in Peace an Security Studies am Institut für Friedensforschung und Sicherheitspolitik an der Universität Hamburg.
Von Dezember 2016 bis September 2018 wurde Schrödl als Oberst i. G. an der Führungsakademie der Bundeswehr in Hamburg verwendet. Anschließend wechselte er als Referatsleiter Politik II 4 (Mandatierung) ins Bundesministerium der Verteidigung nach Berlin. Dort war er ab Oktober 2022 Unterabteilungsleiter Politik II und wurde i Dezember 2022 zum Brigadegeneral ernannt. Im April 2024 übernahm er die Leitung der Unterabteilung Militärstrategie, Einsatz und Operationen III des Ministeriums.